# AR-10

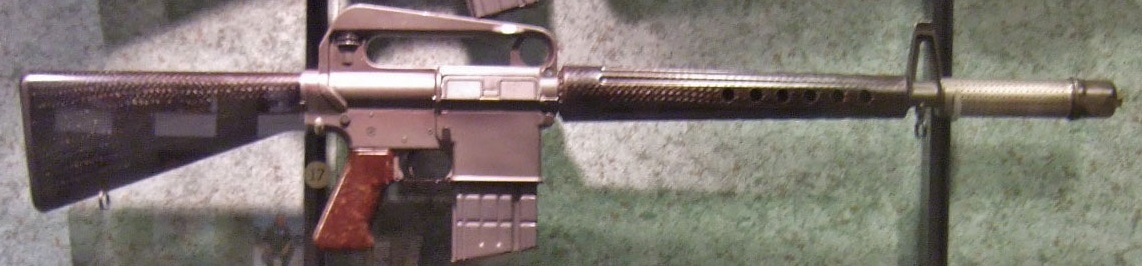
Prima versione di AR-10 esposto al National Firearms Museum (Fairfax, USA)

L'AR-10 è un fucile da battaglia progettato da Eugene Stoner a metà degli anni '50 del XX secolo negli USA dalla ArmaLite, divisione della Fairchild Aircraft Corporation.

## Storia
I primi prototipi furono realizzati nel 1955 per partecipare al concorso indetto dall'United States Army per sostituire l'M1 Garand. Il prototipo non ebbe successo, in quanto venne preferito il fucile T44, poi denominato M14. La produzione dell'AR-10 non venne però interrotta.
Il fucile aveva delle caratteristiche innovative al momento della sua introduzione nel 1956, era circa mezzo kg più leggero della maggior parte di altri fucili da fanteria ed era significativamente più facile da controllare in fuoco automatico e più preciso in modalità semi-auto. Le caratteristiche peculiari dell'AR-10 si sarebbero poi evolute nell'AR-15, anch'esso progettato da Stoner.
Nel 1957 la Fairchild/ArmaLite cedette la licenza di costruzione per l'AR-10 alla fabbrica olandese Artillerie Inrichtingen (A.I.). Gli AR-10 prodotti su licenza dalla olandese  A.I. si possono distinguere in almeno quattro versioni, chiamate modello Hollywood (che comprendeva i primi prototipi ArmaLite e la produzione iniziale), modello Sudanese, modello Transitional e modello Portoghese.

## Impiego
Fino al 1960, anno in cui fu cessata la produzione, vennero costruite circa 10.000 unità. Un lotto di 2500 armi fu acquistato nell'ottobre 1958 dall'esercito sudanese, nella versione indicata poi appunto come Sudanese. Nel 1958 una variante del modello Sudanese in calibro 7,62 × 39 mm venne valutata ed acquisita in piccole quantità dalla Finlandia e dalla Germania. Un piccolo lotto fu acquistato anche dalla Marina Militare italiana per il reparto speciale COMSUBIN. Il governo cubano di Fulgencio Batista acquistò 100 fucili in versione Transitional, ma questi arrivarono a L'Avana quando Fidel Castro ne aveva già preso il controllo: impressionato dalle prestazioni dell'arma, Castro decise comunque di pagare tutti i fucili. L'ultima versione fu acquisita in 4-5000 pezzi dall'Exército Português, dal quale prese il nome, e impiegata nel corso della guerra coloniale portoghese.

## Versioni

### AR-10(T)
L'AR-10(T) era la versione semi-automatica del fucile destinata all'impiego sportivo e nella caccia. Rispetto alla versione di base, integrava un mirino telescopico e un bipede.

### AR-10A2
Modello accorciato in configurazione carabina dell'AR-10, in quanto dotato di una canna di 406 mm di lunghezza. Utilizzava munizioni .308 Winchester.

### AR-10A4
Versione simile alla A2 ma dotata di slitte Picatinny per il montaggio di diversi accessori aggiuntivi.

### AR-10B
Dopo il 1995 e la trasformazione della ArmaLite in ArmaLite Inc., l'A-10 venne riprogettato basandosi sul fucile Colt AR-15A2.

## L'AR-10 nella cultura di massa
- In ambito manga, in Highschool of the Dead il personaggio Kota Hirano impugna un fucile AR-10 modificato per sembrare un Knight's SR-25.
- In ambito videoludico, l'AR-10 compare nei videogiochi Fallout: New Vegas (dove viene denominato Fucile d'Ordinanza)[8] e Metal Slug 3[9]
- La carabina a gas ArmaLite AR-10 viene nominata in Fight Club dal protagonista (Edward Norton) durante un'accesa discussione con il suo capo.
- Nell'episodio 13 della sesta stagione della serie televisiva I soprano la carabina AR 10 viene nominata e utilizzata da Tony Soprano nel giorno del suo compleanno.

## Utilizzatori
- Burkina Faso[10]
- Cuba[4]
- Finlandia[3]
- Guatemala[11]
- Italia[4]
- Nicaragua[11]
- Portogallo[5]
- Sudan[12]
- Germania[3]